# Каньяс Кинтанилья, Антонио Хосе
Полковник и доктор Антонио Хосе Каньяс Кинтанилья (исп. Antonio José Cañas Quintanilla, Сан-Висенте, Сальвадор, 26 октября 1785 — гасиенда Йокомтика, Сальвадор, 24 февраля 1844) — сальвадорский политик, адвокат и военный. Дважды был правителем Сальвадора.

## Биография
Родился в креольской помещичьей семье, родственником национального героя Хосе Симеона Каньяса. Учился в гватемальском университете Сан-Карлос, где получил степень доктора.
В ноябре 1821 года, после того, как была объявлена независимость Соединённых провинций Центральной Америки, был избран в совет муниципалитета Сан-Сальвадор. Во время вторжения мексиканских войск в 1822 году был назначен командующим 2-й государственной армии. Наряду с генералом Мануэлем Хосе Арсе, возглавил сопротивление сальвадорских войск. В этой кампании он дослужился до звания полковника.
В июле 1823 года он был избран в Учредительный Конгресс Соединенных провинций Центральной Америки, где он был назначен спикером.
Он был депутатом Конгресса провинции Сальвадор от департамента Сан-Висенте (1830—1832). Он поддержал правительство Главы Сальвадора Хосе Мария Корнехо в противостоянии с федеральным президентом, либеральным Франсиско Морасаном. Потерпев поражение от него, доктор Каньяс был заключен в тюрьму в Гватемале, а затем отправлен в ссылку в Мексику, где жил до 1836 года.
По возвращении в Сальвадор в мае 1838 он был назначен главой государства, Тимотео Менендесом, как министр. 23 мая 1839, принял верховное управление государством, как государственный советник.
После своего срока ушёл из политики, однако в 1842 году был избран сенатором. В том же году он был назначен министром обороны и финансов в правительстве Хосе Марии Сильва.
На своем ранчо Йокомтика доктор Каньяс умер в феврале 1844 года.